# Лава, Висенте
Висенте Грегорио Лава (англ. Vicente Lava; 24 декабря 1894, провинция Булакан, Генерал-капитанство Филиппины, Испанская Ост-Индия — 16 сентября 1947, Манила) — филиппинский политик, видный деятель рабочего движения Филиппин, Генеральный секретарь Коммунистической партии Филиппин (январь 1942 — сентябрь 1944), учёный-химик, доктор философии, педагог, профессор Филиппинского университета, член ряда научных обществ США.

## Биография
В 1912—1916 годах изучал химию в Филиппинском университете, в 1917 году переехал в Соединенные Штаты и поступил в Калифорнийский университет в Беркли. Некоторое время служил в подразделении химического оружия в армии США (1918), продолжил учёбу в Колумбийский университет, где в 1920 году получил степень магистра, и в 1923 году — доктора философии.
В 1923 году вернулся на родину, работал химиком. Занимался исследованиями процесса извлечения масла и другого топлива из кокосов. В 1929 году переехал в СШП, был преподавателем Оберлинского колледжа. Проводил исследования витамина B. В 1931 году стал научным сотрудником Нью-Йоркского университета. Именно в этот период времени впервые познакомился с коммунистическими идеями.
В конце 1930-х годов вступил в компартию Филиппин.
С 1938 года — член ЦК компартии Филиппин. Организовал и в 1940—1941 годах возглавлял Лигу защиты демократии — организацию прогрессивной интеллигенции Филиппин. Лидер коммунистического сопротивления японской оккупации страны. С 1942 года — член Политбюро, в январе 1942 — сентябре 1944 генеральный секретарь ЦК компартии Филиппин. С 1946 года — член Исполкома Демократического альянса, блока демократических общественных организаций.
Умер от болезни сердца.